# Tu seras un homme
Pour l’article homonyme, voir Tu seras un homme, mon fils.
Pour plus de détails, voir Fiche technique et Distribution.
Tu seras un homme est un film français réalisé par Benoît Cohen sorti en 2013.

## Synopsis
Léonard est un jeune garçon âgé de 11 ans, entre un père trop occupé et exigeant et une mère fantomatique, culpabilisée et effacée. Des mystères planent sur cette famille, et le caractère du garçon, surprotégé à cause d'un accident, s'en ressent. Renfermé, rêveur, il ne joue pas, se réfugie dans les livres, trop sérieux pour son âge. Théodore est un jeune homme de 20 ans, décalé et improbable, engagé comme baby-sitter par accident. Le contact entre les deux grands enfants se fera peu à peu, et l'ambiance changera dans la maison, sortant la mère de sa torpeur, jusqu'à porter ombrage au père qui se sent dépassé par les évènements...

## Fiche technique
- Réalisation : Benoît Cohen
- Scénario : Benoît Cohen, Éléonore Pourriat, Jules Sagot
- Musique originale : French Cowboy
- Producteur: Benoît Cohen, Matthieu Prada, Shadow Production.
- Distribution : Les films Zelig
- Durée : 87 minutes
- Genre : comédie dramatique
- Date de sortie : 15 mai 2013
- Pays :  France

## Distribution
- Jules Sagot : Théodore
- Aurélio Cohen : Léonard
- Éléonore Pourriat : La mère
- Grégoire Monsaingeon  : Le père
- Clara Bonnet  : Jeanne, la copine de Théodore
- Bastien Bernini : Un ami de Claire
- Christophe Vandevelde  : Le kiné
- Lorène Menguelti  : Une amie de Claire
- Matthias Hejnar : Un ami

## Distinctions
- Prix du meilleur film étranger au Festival international d'Arizona (Tucson - USA)
- Prix du meilleur film au Blackhills Film Festival (Dakota du sud - USA)
- Prix du public et du meilleur film au Lighthouse Film Festival (New Jersey - USA)
- Prix du meilleur acteur (Aurélio Cohen) au San Antonio Film Festival (Texas - USA)
- Prix du meilleur film étranger au Philadelphia Independent Film Festival (en) (Pennsylvanie - USA)
- Prix du meilleur film & du meilleur acteur (Jules Sagot) au Blue Whisky Film Festival (Illinois - USA)
- Prix du meilleur film étranger au Colorado Film Festival (Colorado - USA)
- Mention spéciale du jury au Santa Monica Indépendant Film Festival (Californie - USA)
- Prix du meilleur film étranger au Harlem International Film Festival (en) (New York - USA)
- Prix du meilleur film & du meilleur acteur (Jules Sagot) au Oaxaca FilmFest (en) (Oaxaca - Mexique)
- Platinum Reel Award au Nevada International Film Festival (en) (Las Vegas -USA)
- Golden Oosikar (Meilleur film) au Anchorage International Film Festival (en) (Alaska -USA)
- Prix du public et du meilleur film au Starlite Film Festival (Floride -USA)
- Grand prix et prix du meilleur jeu d’acteurs au Macon Film Festival (Georgie -USA)
- Prix du meilleur film au Queens World Film Festival (New York - USA)
- Prix du meilleur film au San Luis Obispo International Film Festival (Californie - USA)
- Prix du meilleur film au Red Rock Film Festival (Utah - USA)
- Prix du public et du meilleur film au Collinsville Film Festival (Illinois - USA)
- Prix du meilleur film au Beverly Hills International Film Festival (Californie - USA)
- Prix du meilleur film au Costa Rica International Film Festival (Costa Rica)
- Prix du meilleur film au Indianapolis International Film Festival  (Indiana - USA)
- Prix du meilleur film au Northampton International Film Festival (New Hampshire - USA)

## Autour du film
- Comme dans la plupart de ses films, Benoît Cohen emploie ses proches, son fils joue Léonardo, sa compagne, la mère de l'enfant.
- Jules Sagot a réellement été baby-sitter du petit Aurélio Cohen quelques années plus tôt, c'est lui qui a eu l'idée du scénario.
- Les prises en bord de mer se situent à Blainville-sur-Mer, citée dans le film.